# Podbrezová
Podbrezová este o comună slovacă, aflată în districtul Brezno din regiunea Banská Bystrica. Localitatea se află la altitudinea de 476 m deasupra n.m., se întinde pe o suprafață de 18,57 km2 și în 2017 număra 3.882 de locuitori.

## Istoric
Localitatea Podbrezová este atestată documentar din 1358.

## Demografie
| An:                | 1994 | 2004   | 2014   | 2024    |
| ------------------ | ---- | ------ | ------ | ------- |
| Număr de persoane: | 4178 | 4171   | 3965   | 3470    |
| Diferență:         |      | −0,16% | −4,93% | −12,48% |

| An:                | 2023 | 2024   |
| ------------------ | ---- | ------ |
| Număr de persoane: | 3503 | 3470   |
| Diferență:         |      | −0,94% |